# Corentin Tolisso
Corentin Tolisso, född 3 augusti 1994 i Tarare, Frankrike, är en fransk fotbollsspelare (mittfältare) som spelar för Lyon. Han representerar även det franska landslaget.

## Klubbkarriär
Tolisso debuterade för Lyon i Ligue 1 den 10 augusti 2013 i en vinstmatch mot Nice (4–0), där han byttes in i den 92:a minuten mot Arnold Mvuemba. I juni 2017 värvades Tolisso av tyska Bayern München, där han skrev på ett femårskontrakt. Den 1 juli 2022 blev Tolisso klar för en återkomst i Lyon, där han skrev på ett femårskontrakt.

## Landslagskarriär
Corentin Tolisso vann VM-guld med Frankrike i VM 2018.